# Christophe Lemaitre
Pour les articles homonymes, voir Lemaitre.
Christophe Lemaitre (né le 11 juin 1990 à Annecy) est un athlète français spécialiste du sprint. Il est l'actuel détenteur du record de France du 200 m (19 s 80).
Il est sacré champion du monde junior du 200 m en 2008 à Bydgoszcz et champion d'Europe junior du 100 m un an plus tard à Novi Sad, où il devient recordman d'Europe junior du 100 m en 10 s 04.
Il a marqué l’histoire de l’athlétisme en devenant, en 2010, le deuxième sprinter français à courir le 100 mètres en moins de 10 secondes après Ronald Pognon, avec un temps de 9,98 s. Cette performance a été largement saluée car il est en plus le premier sprinter blanc à franchir cette barrière mythique.
Quelques semaines plus tard à Barcelone, il devient le premier sprinteur à remporter les titres du 100 m (10 s 11), du 200 m (20 s 37) et du relais 4 × 100 mètres (38 s 11) pendant les mêmes championnats d'Europe. En 2011, lors de la finale du 200 m des championnats du monde de Daegu, il parvient à améliorer le record de France en passant du même coup la barre des 20 secondes. Ce temps, 19 s 80, qui lui assure la médaille de bronze, fait de lui le deuxième meilleur sprinter européen de tous les temps, à seulement 8 centièmes de l'ancien record du monde et actuel record d'Europe de Pietro Mennea (19 s 72 en 1979 en altitude). Il remporte à nouveau le 100 m des championnats d'Europe en 2012 à Helsinki (10 s 09) ainsi que le bronze au 4 × 100 mètres. Lors des Jeux olympiques de Londres 2012, il monte sur la troisième marche du podium du relais 4 × 100 m avec Jimmy Vicaut, Pierre-Alexis Pessonneaux et Ronald Pognon.
Il est, depuis 2014 et les Championnats d'Europe de Zurich, l'athlète le plus médaillé de toute l'histoire de ce championnat, avec 8 médailles (4 en or, 2 en argent, 2 en bronze). En août 2016, il obtient la seconde médaille olympique de sa carrière en remportant la médaille de bronze sur 200 m aux Jeux olympiques de Rio, derrière Usain Bolt et Andre De Grasse.

## Biographie

### Jeunesse
Christophe Lemaitre naît à Annecy en Haute-Savoie le 11 juin 1990, mais il passe sa jeunesse à Culoz, ville du Bugey dans l'Ain. De nature timide et introvertie, il passe une enfance plutôt difficile et confiera plus tard à L'Équipe qu' « il en a [alors] pris plein la gueule »; choisi dans les derniers dans les équipes en cours de sport et ridiculisé par ses camarades, il devient le souffre-douleur et le bouc émissaire de ses camarades de classe. Bien qu'il admette que « c'était dur », il nie connaître les causes de cet ostracisme. Il rapportera ensuite qu'il « fonctionnait beaucoup par rapport au regard des autres » et qu'il « n'avait pas les armes pour lutter contre les moqueries » de ses camarades.

### Débuts (2005-2007)
À Culoz, Christophe Lemaitre pratique le handball, le rugby à XV et le football avant de découvrir, par hasard l’athlétisme en 2005 à 15 ans, au détour de la Fête du sport de Belley, manifestation proposée par l'Athlétique sport aixois, permettant au public de se tester sur des épreuves de sprint.
Repéré par Jean-Pierre Nehr, son premier entraîneur, après avoir réalisé le meilleur temps du 50 m tous âges confondus, il s'inscrit peu après au club d'athlétisme de Belley avant de rejoindre quelques mois plus tard l'Athlétique sport aixois d'Aix-les-Bains où il entame une collaboration avec Pierre Carraz. Auteur de 11 s 88 sur 100 m, il réalise 11 s 46 un mois plus tard, et il participe aux championnats de France cadets. Moins d'un an plus tard, alors qu'il a à peine 16 ans, il court déjà le 100 m en moins de 11 secondes (10 s 96).
En 2007, Christophe Lemaitre remporte le titre de champion de France cadet du 60 m, puis améliore le record de France cadet du 200 m (21 s 08). Sélectionné pour les championnats du monde jeunesse d'Ostrava, compétition réunissant les meilleurs athlètes internationaux de moins de dix-huit ans, il termine quatrième du 100 m et cinquième du 200 m,.

### Champion du monde junior (2008)

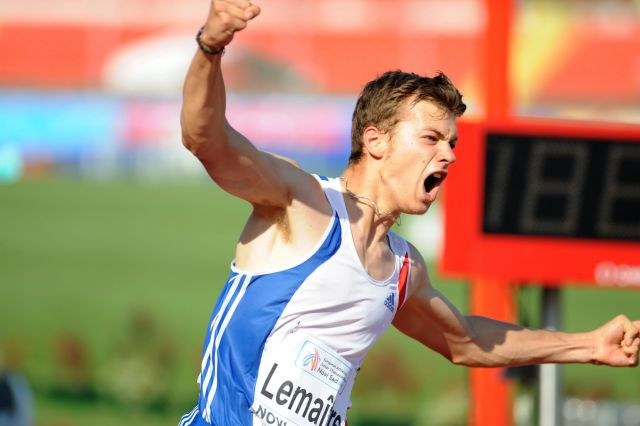
Christophe Lemaitre après sa victoire sur 100 m en 10 s 04 lors des championnats d'Europe juniors de Novi Sad, en juillet 2009.

En 2008, il devient champion du monde junior du 200 m à Bydgoszcz en Pologne, rejoignant ainsi des noms aussi prestigieux que Jean Galfione (perche en 1990) ou Muriel Hurtis (200 m en 1998). Quelques semaines plus tard, il améliore son record personnel sur 100 m (10 s 26) en terminant deuxième des championnats de France, juste derrière Martial Mbandjock, premier en 10 s 06. Bien que n'ayant pas réussi les minima demandés par la Fédération française d'athlétisme, il intègre néanmoins grâce à cette performance l'équipe du relais 4 × 100 m lors des Jeux olympiques de Pékin, avant d'être contraint de déclarer forfait sur blessure.

### Champion d'Europe junior et premiers records (2009)
En 2009, il participe à son premier meeting international, à Paris. Pour la 3e édition du meeting « Seat » à Bercy, le natif d'Annecy établit un nouveau record de France juniors du 60 m en 6 s 64 lors des séries, et termine 4e en finale (6 s 65) et ce, malgré un physique longiligne qui ne lui permet pas de déployer toute sa foulée sur de petites distances. Le 21 février 2009, il devient vice-champion de France du 60 m en salle à Liévin (6 s 71) derrière Emmanuel Ngom Priso, vainqueur en 6 s 63. Cette deuxième place lui octroie le droit de représenter la France aux championnats d'Europe en salle de Turin qui se déroulent au mois de mars. Il passe brillamment le premier tour en se classant deuxième en 6 s 71 derrière le controversé Dwain Chambers, et termine finalement septième de sa demi-finale en 6 s 72. Le 10 juillet, lors des championnats de France Jeunes à Bondoufle, il améliore une première fois son record personnel sur 100 m en 10 s 17 terminant largement en tête devant Romain Burel deuxième en 10 s 55. Le 24 juillet, il récidive lors des Championnats d'Europe junior de Novi Sad et remporte la finale du 100 m en 10 s 04 (vent favorable de 0,2 m/s), améliorant ainsi le précédent record d'Europe junior détenu par Dwain Chambers. Le Culozien réalise à cette occasion la 3e meilleure performance française de tous les temps à 5 centièmes de seconde du record de France de Ronald Pognon (9 s 99) ainsi que la 4e meilleure performance mondiale junior de tous les temps, à 3 centièmes de seconde du record du monde junior de Darrel Brown (10 s 01). Au bilan de l'année 2009, il termine à la 24e place mondiale.

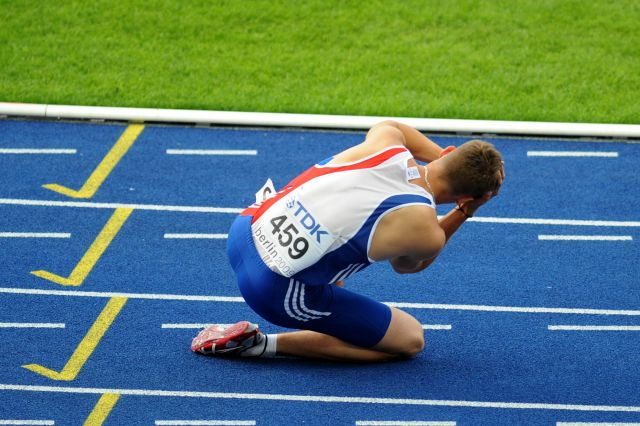
Disqualification de Lemaitre après deux faux départs en quart de finale du 100 m des championnats du monde 2009.

Christophe Lemaitre est sélectionné en équipe de France A lors des Championnats du monde de Berlin, pour ce qui constitue sa première participation à une compétition internationale majeure au niveau senior. Aligné sur 100 m, il remporte sa série au premier tour en 10 s 24, mais est disqualifié en quart de finale pour deux faux-départs. Il participe par ailleurs à l'épreuve du relais 4 × 100 mètres et permet à la France de se qualifier pour la finale en terminant troisième de la première série en 38 s 59, soit le cinquième temps des équipes engagées. Le lendemain, le relais français, conclu par Lemaitre, termine huitième et dernier de la finale dans le temps de 39 s 21.
Le 28 septembre, Christophe Lemaitre est désigné « révélation de l'année » 2009 par l'Association européenne d'athlétisme (EAA) devant Ramil Guliyev, autre grand espoir européen.

### Barrière des 10 secondes (2010)
Il ouvre sa saison 2010 par un record personnel sur 60 m en 6 s 62 et sur 200 m en 21 s 13 lors des championnats régionaux en salle disputés à Clermont-Ferrand. Il gagne par la suite le meeting de Val-de-Reuil en 6 s 63 et devient champion de France espoir le 13 février à Aubière. Il bat à cette occasion le record de France espoirs de Bruno Marie-Rose qui datait de 1987 (6 s 56) en s'imposant en 6 s 55. Le lendemain, il retranche 30 centièmes à son record personnel sur 200 m en salle pour le porter à 20 s 83. Le 28 février, il remporte le titre de champion de France élite, en 6 s 56 devant le recordman de France de la spécialité, Ronald Pognon deuxième en 6 s 61. Il termine la saison hivernale invaincu en s'imposant lors du 60 m de la réunion en salle de Liévin, le 5 mars, en 6 s 58, devant Harry Aikines-Aryeetey. Bien qu'ayant réalisé les minima pour les championnats du monde en salle de Doha, il décide de faire l'impasse sur cette compétition afin de se préparer pour les prochaines échéances estivales, notamment les championnats d'Europe du mois de juillet.
Le 1er mai, pour sa rentrée en plein air, le Savoyard court dans le remarquable temps de 10 s 09 à Aix-les-Bains, il enchaine la semaine suivante par un 10 s 24 dans des conditions climatiques difficiles (vent de face de 2,2 m/s, humidité) au premier tour des interclubs à Vénissieux puis bat son record personnel le 23 mai à Franconville lors de la finale des interclubs. Il établit à cette occasion un nouveau record de France espoir en 10 s 03. Le 5 juin 2010 à Marseille il bat son record personnel sur 200 m (de 12/100 de seconde) en 20 s 56 malgré un vent de face de 1,8 m/s. Le 10 juin à Rome, il court en 10 s 09 et termine 2e du meeting derrière Asafa Powell qui gagne en 9 s 82. Le 19 juin, lors des championnats d'Europe par équipes, à Bergen, Lemaitre améliore son record personnel d'un centième (10 s 02), malgré un mauvais départ, et termine 2e derrière Dwain Chambers qui établit à cette occasion la meilleure performance européenne de la saison en 9 s 99.
Le 9 juillet 2010, Christophe Lemaitre établit un nouveau record de France du 100 mètres en atteignant la marque de 9 s 98 (+1,3 m/s) lors des championnats de France « élite » de Valence. Il améliore de quatre centièmes de secondes son record personnel et d'un centième de seconde la meilleure marque française détenue par Ronald Pognon depuis le 5 juillet 2005. Il devient ainsi le 72e athlète (et le deuxième sprinteur français) à descendre sous les 10 secondes, temps symbolique depuis l'apparition du chronométrage électrique et les 9 s 95 de l'Américain Jim Hines aux Jeux olympiques de Mexico, en 1968.
De cette performance, la presse retient surtout qu’en faisant mieux que les 10 s 00 du Polonais Marian Woronin en 1984 (9 s 992 au chronomètre, mais les temps sont arrondis au centième supérieur), Lemaitre devient ainsi « le premier sprinteur blanc » à franchir officiellement cette barrière, présentation dont l’intéressé déclarera s’être trouvé « mal à l’aise et frustré ». Sentiment davantage renforcé lorsque l'évènement prend une tournure plus sombre encore et que le père du sprinteur reçoit une lettre de la part du Ku Klux Klan l'invitant au Texas. Lettre à laquelle le sprinteur n'a pas donné suite.
Le 10 juillet 2010, le Français remporte son premier titre national du 200 m avec le temps de 20 s 16 (+1,2 m/s), égalant le record de France de Gilles Quénéhervé établi le 3 septembre 1987.

#### Triplé inédit aux championnats d'Europe de Barcelone

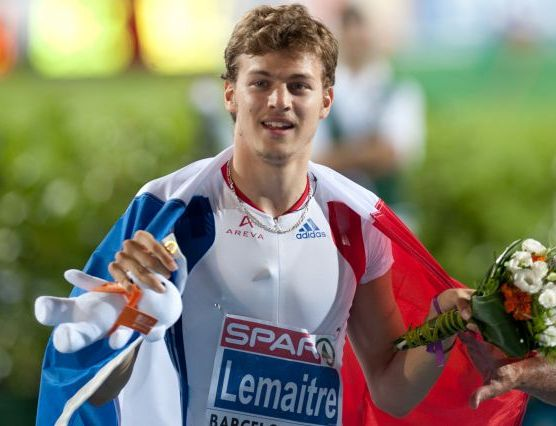
Christophe Lemaitre après sa victoire sur le 100 m lors des championnats d'Europe 2010, le 28 juillet 2010.

Le 28 juillet 2010, à Barcelone, Christophe Lemaitre remporte le titre sur 100 m lors des championnats d'Europe en 10 s 11, devançant de sept centièmes de seconde quatre sprinteurs dont le Britannique Mark Lewis-Francis, deuxième et le Français Martial Mbandjock, troisième. Il devient alors le plus jeune champion d'Europe de la spécialité depuis Valeriy Borzov en 1969. Ce titre fait également de lui le troisième athlète français titré sur la distance après Étienne Bally en 1950 et Claude Piquemal en 1962 et le premier à monter sur le podium depuis Daniel Sangouma, médaillée d'argent à Split en 1990.
Deux jours plus tard, il réalise le septième doublé 100 m-200 m de l’histoire des championnats d'Europe (après ceux de Christiaan Berger en 1934, Martinus Osendarp en 1938, Heinz Fütterer en 1954, Valeriy Borzov en 1971, Pietro Mennea en 1978 et Francis Obikwelu en 2006) en s'imposant lors de la finale du 200 m. Lors de la finale du 200m, alors très mal engagé en sortie de virage, il fait une formidable remontée et devance le Britannique Christian Malcolm d'un centième de seconde, en 20 s 37.
Le 1er août, il conclut sa compétition en remportant la médaille d'or du relais 4 × 100 m (2e relais) en 38 s 11 en compagnie de Jimmy Vicaut, Pierre-Alexis Pessonneaux et Martial Mbandjock. Les quatre hommes réalisent à cette occasion le meilleur temps européen de la saison. Ces trois victoires sur sprint court constituent un triplé inédit aux championnats d'Europe, il hérite alors du surnom de « guépard de Savoie ».

#### Fin de saison
Le 29 août 2010, lors du Meeting de Rieti, il améliore d'un centième de seconde son propre record de France avec 9 s 97 (vent favorable de 0,9 m/s) en série puis l'égale en finale. Grâce à ce temps, il égale le record d'Europe espoir détenu depuis 1999 par le Britannique Dwain Chambers.
Sélectionné dans l'équipe d'Europe lors de la première Coupe continentale d'athlétisme, à Split, Christophe Lemaitre remporte le 100 m en 10 s 06, devant l'Antiguais Daniel Bailey et le Britannique Mark Lewis-Francis. Il participe ensuite au relais 4 × 100 mètres, mais l'équipe d'Europe composée par ailleurs des Français Imaad Hallay, Pierre-Alexis Pessonneaux et Teddy Tinmar, est disqualifiée pour passage de témoin hors zone.
Le 5 octobre 2010, il est élu athlète européen de l'année par l'Association européenne d'athlétisme devant Andreas Thorkildsen, Mo Farah et Teddy Tamgho. C'est la première fois depuis Christine Arron en 1998 qu'un athlète français obtient cette récompense. En fin d'année, il est élu par le quotidien L'Équipe « champion des champions français 2010 » à la suite de son « été incroyable ».

### Barrière des 20 secondes (2011)

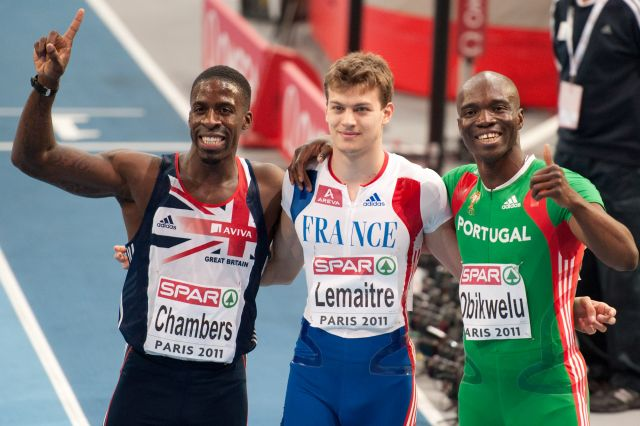
Lemaitre se classe troisième des championnats d'Europe en salle 2011 de Paris-Bercy derrière Obikwelu et Chambers

Le 8 février 2011, il termine le 60 m du meeting en salle de Liévin en 6e position avec un chrono de 6 s 69 derrière notamment Lerone Clarke (6 s 59), Mike Rodgers (6 s 60) et Kim Collins (6 s 61). Sur 200 m, il obtient en revanche la seconde place en 21 s 18 juste derrière l'Allemand Sebastian Ernst (20 s 93). Deux semaines plus tard, il conserve à Aubière son titre de champion de France en salle du 60 m avec un temps de 6 s 58, en nette progression, correspondant à la deuxième meilleure performance européenne de la saison derrière les 6 s 57 de Dwain Chambers.
Il devance Martial Mbandjock (6 s 66) et Ronald Pognon (6 s 70). Au début du mois de mars, il remporte la médaille de bronze sur 60 m en 6 s 58 aux championnats d'Europe en salle, derrière le Portugais Francis Obikwelu (6 s 53) (meilleure performance européenne 2011 et record des championnats) et le Britannique Dwain Chambers (6 s 54).
Lemaitre effectue sa rentrée en plein air à la fin du mois d'avril au meeting d'Aix-les-Bains où il réalise un temps de 10 s 19, soit un dixième de moins que l'année précédente ; il part ensuite en stage de préparation au Cap d'Agde. Sa seconde compétition est le premier tour des interclubs qu'il dispute avec son club à Saint-Étienne. Aligné sur 200 m, il est victorieux en 20 s 33 sur 200 m, ce qui constitue la meilleure performance européenne de l'année et ce malgré un vent défavorable de 2,2 m/s. Ses camarades et lui se classent également premier du relais 4 × 100 m en 39 s 51,. Lors du 100 m du Golden Gala 2011, il termine à la 3e place en 10 s 00 derrière Usain Bolt (9 s 91) et Asafa Powell (9 s 93), marquant un point au classement de la Ligue de diamant 2011. Le 7 juin au Meeting de Montreuil, malgré de mauvaises conditions de course, il bat le record de France du 100 m en 9 s 96 (vent favorable de 0,9 m/s), derrière le Jamaïcain Yohan Blake (9 s 95), et améliore par la même occasion le record d'Europe espoir du 100 m.
Aligné sur trois épreuves lors des Championnats d'Europe par équipes de Stockholm, les 18 et 19 juin 2011, Lemaitre remporte l'épreuve du 100 m en 9 s 95 (vent favorable de 1,1 m/s), devant Dwain Chambers (10 s 07) et Francis Obikwelu (10 s 22), et améliore sa précédente meilleure marque d'un centième de seconde, signant son deuxième record de France en moins de deux semaines. Cette performance constitue le meilleur temps réalisé par un athlète européen depuis sept ans (9 s 86 par le portugais Francis Obikwelu en 2004). Il se classe deuxième du relais 4 × 100 m, derrière l'équipe du Royaume-Uni, en 38 s 71. Le lendemain, malgré la pluie, une piste mouillée et un vent défavorable de 2,8 m/s, il réalise 20 s 28 sur 200 m, ce qui est alors sa 2e meilleure performance sur cette distance, derrière l'ancien record de France qu'il codétient avec Gilles Quénéhervé en 20 s 16. Il ne réalise pas la meilleure performance européenne de l'année, mais avec un climat plus favorable (pas de pluie, vent nul et piste sèche), Lemaitre aurait pu viser le record de France. Il relègue le 2e, le Polonais Kamil Kryński à plus d'une demi-seconde (20 s 83).
Le 30 juin 2011, au meeting Athletissima de Lausanne, Asafa Powell établit la meilleure performance mondiale de la saison en 9 s 78, devant Michael Frater (9 s 88) et Lemaitre (9 s 95), qui égale son record de France malgré un mauvais départ. Il court ensuite le 8 juillet 2011 lors du meeting Areva où il est engagé sur 200 m. Mais dans des conditions encore compliquées (vent, retard), Lemaitre opposé à Bolt boucle son 200 m en 20 s 21 contre 20 s 03 pour le champion jamaïcain, ce qui reste néanmoins sa meilleure performance de la saison. Lors du meeting Herculis de Monaco, il affronte de nouveau Bolt mais aussi ses compatriotes Nesta Carter et Michael Frater ainsi que l'Américain Michael Rodgers et le Portugais Francis Obikwelu ; il termine sa course en 5e position en 10 s 03 battu par Bolt (9 s 88), Carter (9 s 90), Rodgers (9 s 96) et Frater (10 s 01).

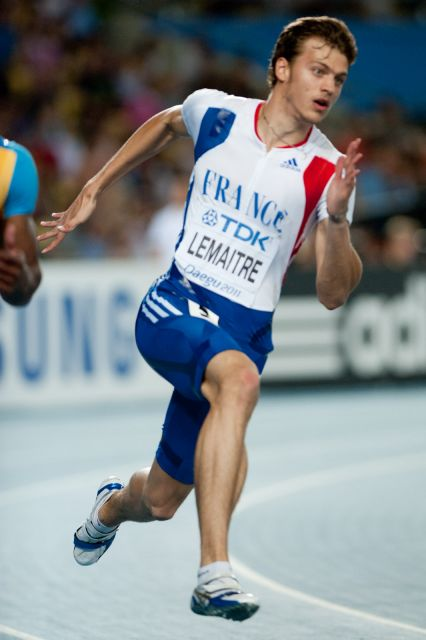
Christophe Lemaitre se classe troisième du 200 m et signe un nouveau record de France en 19 s 80 lors des championnats du monde 2011 de Daegu.

Le 29 juillet 2011, lors des championnats de France à Albi, il remporte son deuxième titre national consécutif sur 100 m devant Jimmy Vicaut et Martial Mbandjock, et améliore de trois centièmes de seconde son propre record de France en réalisant le temps de 9 s 92 en finale, profitant d'un vent favorable de 2,0 m/s, soit la limite autorisée. Descendant pour la septième fois de sa carrière sous les 10 secondes, il réalise la quatrième meilleure performance européenne de tous les temps sur 100 m, derrière les 9 s 86 du Portugais Francis Obikwelu (record d'Europe, 2004) et les 9 s 87 (1993) et 9 s 91 (1994) du Britannique Linford Christie. Le lendemain, il s'impose sur le 200 m en 20 s 08, mais ce temps n'est pas homologué en raison d'un vent trop favorable (2,3 m/s).
Lors des championnats du monde de Daegu, il se classe 4e de la finale du 100 m avec un temps de 10 s 19 puis remporte le bronze sur 200 m (derrière Usain Bolt et Walter Dix) le 3 septembre, établissant à cette occasion un nouveau record de France en 19 s 80, à huit centièmes du record d'Europe et ancien record du monde, détenu depuis 1979 par l'Italien Pietro Mennea.
Enfin, le 4 septembre, il parvient avec l'équipe française du relais 4 × 100 m à remporter la médaille d'argent, loin derrière la Jamaïque, en 38 s 20 (il s'agit de l'écart le plus important jamais enregistré aux Championnats du monde sur ce relais entre la première équipe et la deuxième), profitant notamment de la chute du relayeur américain qui a mis hors-jeu les Britanniques et retardé les Trinidadiens qui avaient obtenu un meilleur temps en demi-finale.
Il termine sa saison en remportant le 100 m du DécaNation, à Nice, en 10 s 12, face à un vent légèrement défavorable (0,2 m/s).
Il termine 2e dans la course au titre d'athlète européen de l'année 2011, derrière Mo Farah mais devant David Greene. Il est élu athlète de l'année par la Fédération française d'athlétisme pour la seconde année consécutive. À l'issue de cette saison, il est devenu sûr que la distance de prédilection de Lemaitre est le 200 mètres où, selon Anders Lennart Julin, statisticien à l'IAAF, il possède une marge de progression de 30 centièmes de secondes. De plus, à l'aide de Lemaitre et de Jimmy Vicaut, la France reprend le leadership européen sur 100 mètres.

### 2012: doublé européen sur 100 mètres puis médaillé olympique à Londres

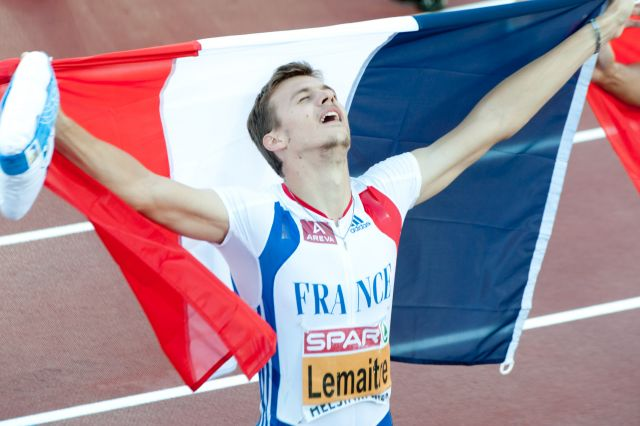
Lemaitre après son nouveau titre européen aux 100 mètres à Helsinki.

Il boucle son premier 60 m de la saison en 6 s 57 le 14 février à Liévin. Christophe Lemaitre remporte le 18 février le 60 m du meeting du Val-de-Reuil en 6 s 59 devant le Nigérian Peter Emelieze (6 s 60)
Lors des championnats de France en salle 2012, dans un temps moyen de 6 s 59, il devance de justesse en finale grâce à sa foulée dans les 20 derniers mètres son compatriote Emmanuel Biron (6 s 60). Il devient ainsi champion de France 2012 du 60 mètres en salle. Il ne s'aligne pas sur 200 mètres, remporté par Yannick Fonsat. Sa saison en salle prend fin lors de ces championnats de France : en effet il décide de ne pas s'aligner aux mondiaux en salle pour s'entrainer en vue des Jeux olympiques.
Le 28 avril 2012, Lemaitre fait sa rentrée estivale avec sa première compétition à l'occasion du « meeting d'ouverture » à Aix-les-Bains. Il franchit la ligne du 100 m en 10 s 45 ; ce temps moyen s'explique en partie par un fort vent, mais Lemaitre confie qu'il s'est trouvé « très mauvais ». Néanmoins, cette performance ne semble pas inquiéter son entraineur Pierre Carraz pour la suite de la saison. En juin 2012, à Angers, Christophe Lemaitre remporte trois titres de champion de France 2012, en 100 mètres (9 s 94), 200 mètres (20 s 31, vent +0,5 m/s) et relais 4 × 100 mètres, réalisant son deuxième triplé d'affilée. Il remporte son 3e titre consécutif de champion de France dans les épreuves de 100 mètres et de 200 mètres. Lors de sa victoire sur 100 mètres, il devance Jimmy Vicaut (10 s 05) et Emmanuel Biron (10 s 10) avec un temps de 9 s 94, qui n'est toutefois pas homologué à cause d'un trop fort vent (+2.6 m/s).
Fin juin 2012, à Helsinki, il conserve son titre continental du 100 m à l'occasion des championnats d'Europe en s'imposant en finale dans le temps de 10 s 09 (-0,7 m/s) dans une course perturbée par deux faux départs. Comme aux championnats de France, il devance Jimmy Vicaut, deuxième en 10 s 12,. Après avoir fait l'impasse sur le 200 mètres, il remporte une nouvelle médaille, en bronze, dans l'épreuve du relais 4 × 100 m, en compagnie de Ronald Pognon, Pierre-Alexis Pessonneaux et Emmanuel Biron.

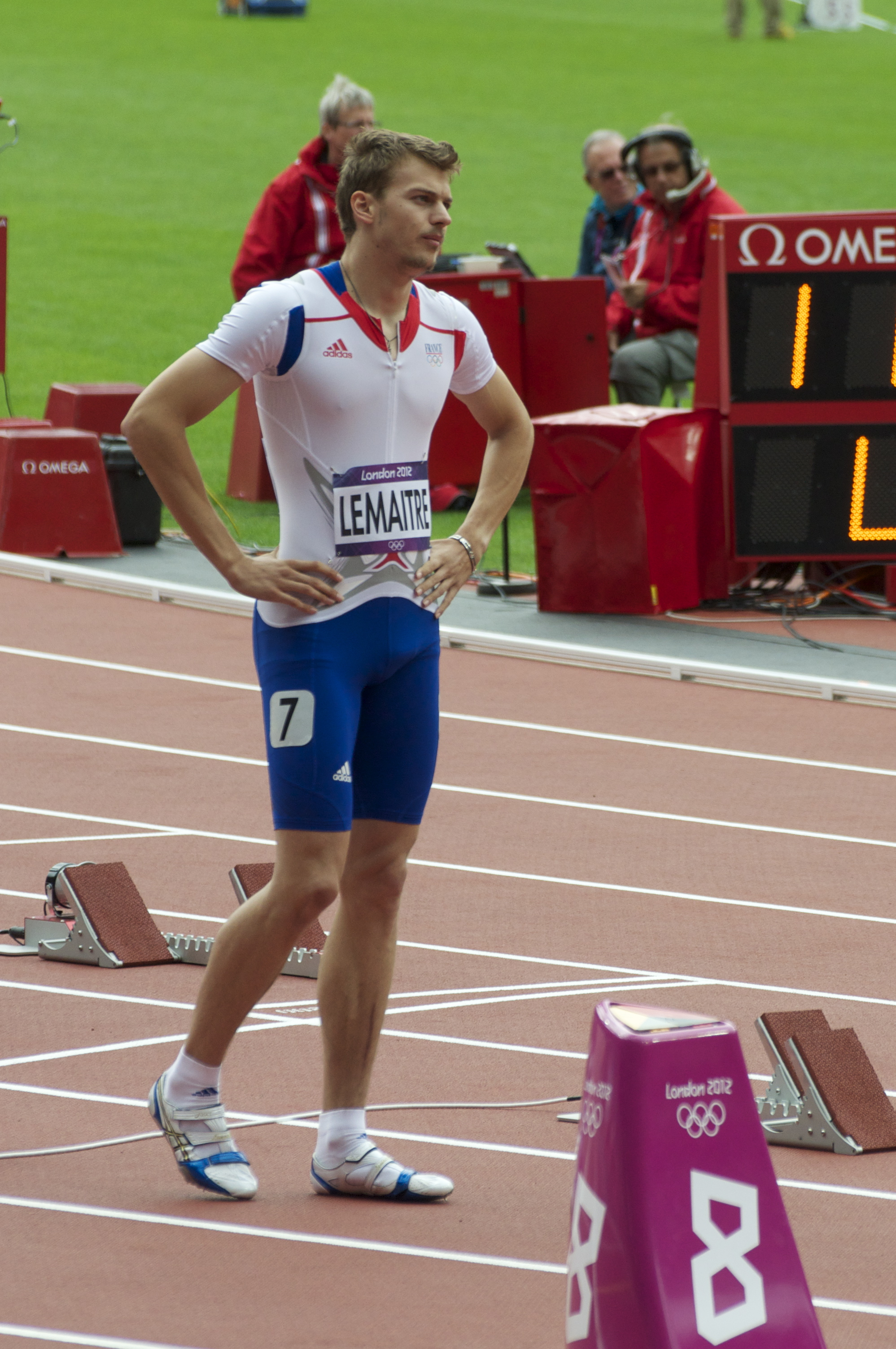
Christophe Lemaitre lors des Jeux olympiques de Londres

Il poursuit sa préparation olympique en s'adjugeant, début juillet, la troisième place du 100 m du meeting Areva en 10 s 08 (vent nul), derrière les Américains Tyson Gay et Justin Gatlin. Sa dernière course avant les Jeux olympiques se déroule au Crystal Palace Stadium de Londres, le 14 juillet 2012, sur 200 m. Sous la pluie, le Français l'emporte en 19 s 91 (+1,1 ms) et devance de 4/100e seulement le Néerlandais Churandy Martina. Descendant pour la seconde fois de sa carrière sous les vingt secondes, il établit la troisième meilleure performance mondiale de l’année derrière les 19 s 80 de Yohan Blake et les 19 s 83 d’Usain Bolt, avant que le Jamaïcain Jason Young n'établisse le temps de 19 s 86 quelques jours plus tard à Lucerne.
À la veille de la cérémonie d'ouverture des Jeux de Londres, Christophe Lemaitre annonce qu'il ne s'alignera pas sur l'épreuve du 100 m afin d'éviter des risques de blessure sur une distance où ses chances sont moindres et de se concentrer sur le 200 m et le relais 4 × 100 m (pour lequel il obtient la dispense d'effectuer le dernier stage avant les Jeux). Sur 200 mètres, placé au couloir 2 en finale — le pire couloir possible pour son gabarit, il termine à la 6e place en 20 s 19 après avoir été qualifié au temps, laissant Bolt, Blake et Warren Weir monter sur le podium. Sur le relais 4 × 100 m, les Français bénéficient du déclassement des États-Unis, dépossédés de leur deuxième place à cause de la suspension pour dopage de Tyson Gay, pour récupérer le bronze. La Jamaïque avait remporté la course devant les États-Unis et Trinité-et-Tobago, qui s’empare donc de la médaille d’argent. Le quatuor tricolore, composé de Jimmy Vicaut, Christophe Lemaitre, Pierre-Alexis Pessonneaux et Ronald Pognon, avait pris la 5e place sur la ligne, en 38 s 16, mais avait bénéficié immédiatement de la disqualification du Canada, arrivé quatrième. Plus tard, son entraineur Pierre Carraz explique que Lemaitre est arrivé hors de forme à Londres, notamment après avoir perdu 3 kg, et expliquant ainsi l'échec de Lemaitre dans la quête d'une médaille individuelle.

### 2013: battu aux Championnats de France, finaliste mondial sur 100 m

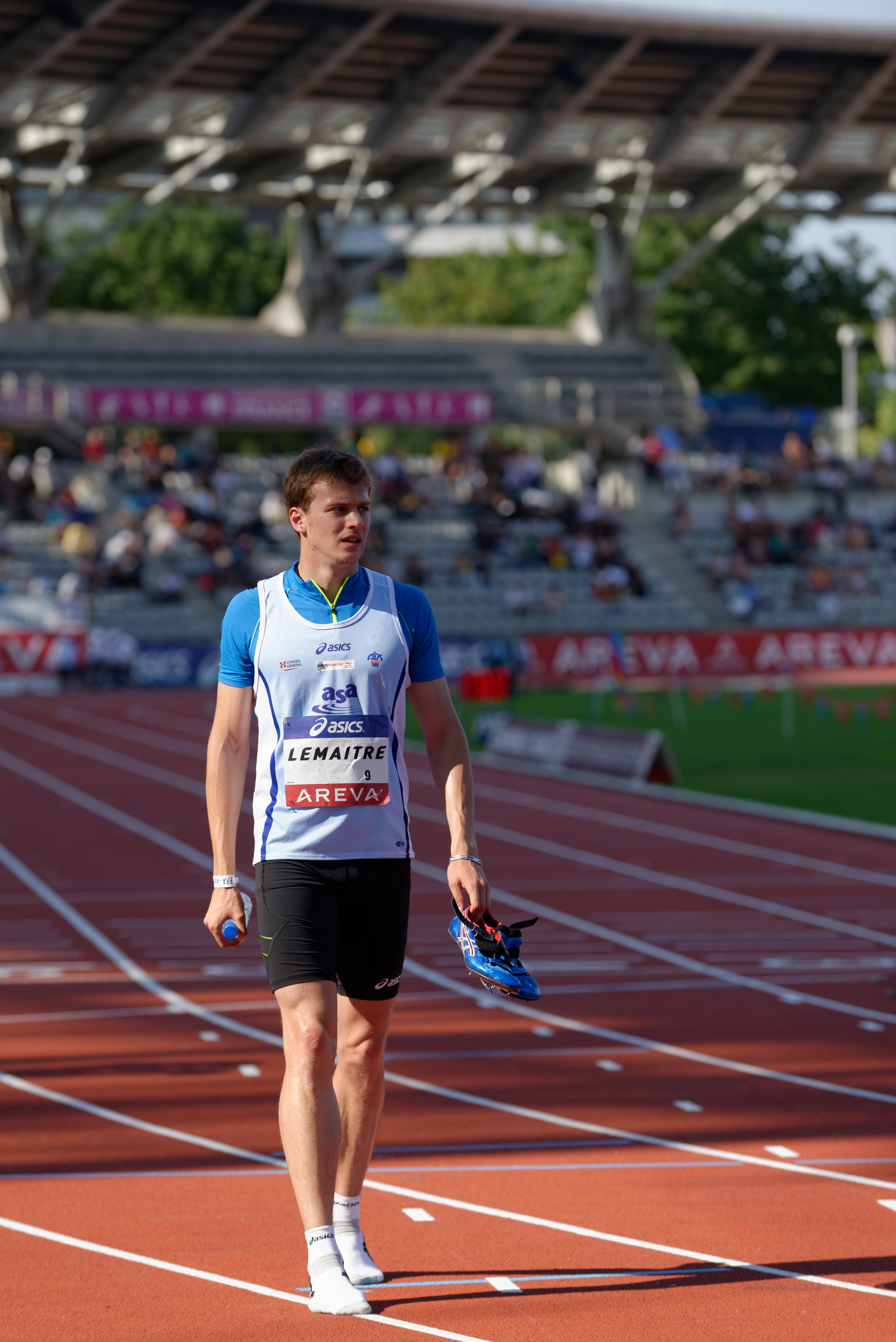
Christophe Lemaitre aux Championnats de France 2013

Début juin 2013, Christophe Lemaitre remporte le 200 m du meeting de Montreuil en 20 s 17 (+1,5 m/s), puis s'impose quelques jours plus tard sur 100 m au meeting international Mohammed-VI de Rabat en 9 s 98 (aidé par un vent trop favorable de 2,9 m/s) en devançant notamment l'Américain Justin Gatlin (10 s 02), qui avait pourtant battu Usain Bolt lors de sa précédente course, au Golden Gala de Rome. Le 6 juillet il participe au meeting Areva au 200m contre Usain Bolt, course qu'il termine 3e avec un temps de 20 s 07. Le 13 juillet, il perd son titre de champion de France du 100 m, après trois titres consécutifs les années précédentes, en finissant deuxième (10 s 19) derrière Jimmy Vicaut (9 s 95). Il reste en revanche champion de France du 200 m avec 20 s 34 devant David Alerte (20 s 74) et du 4 × 100 m avec son club AS Aix-les-Bains (39 s 96).
Le 11 août lors des Championnats du monde à Moscou, il se qualifie de justesse pour la finale (avec un temps de 10 s 00, éliminant le chinois Peimeng Zhang pour un 1 millième de secondes et battant Jimmy Vicaut avec 10 s 01) qu'il termine à la septième place en 10 s 06 et avec une blessure (déchirure de 5 cm) aux ischiojambiers droits entrainant son forfait pour le reste de la compétition,.

### 2014: record d'Europe sur4 × 200mpuis triple médaillé aux Championnats d'Europe
En mai 2014, Christophe Lemaitre remporte la médaille de bronze du relais 4 × 200 mètres lors des premiers relais mondiaux de l'IAAF, à Nassau aux Bahamas, en compagnie de Yannick Fonsat, Ben Bassaw et Ken Romain. L'équipe de France, devancée par la Jamaïque et Saint-Christophe-et-Niévès, établit un nouveau record d'Europe en 1 min 20 s 66.
Lors des Championnats de France se déroulant à Reims, Lemaitre récupère son titre du 100 m qu'il avait perdu face à Jimmy Vicaut (absent lors de ces championnats) en 2013. Il égale sa meilleure performance de la saison en 10 s 14. Il remporte ensuite la finale du 200 m en 20 s 53 devant Teddy Tinmar et Pierre Vincent
Au mois d'août, Lemaitre participe aux Championnats d'Europe de Zürich où il est aligné sur ses trois épreuves : le 100 m, le 200 m et le 4 × 100 m. Sur la première épreuve, où il est le double tenant du titre, il est battu par le Britannique James Dasaolu. Sur la deuxième, il remporte une nouvelle médaille d'argent (20 s 15) en étant devancé cette fois-ci par l'autre athlète britannique Adam Gemili (19 s 99). Enfin sur le relais 4 × 100 mètres, Lemaitre et ses coéquipiers (Pierre Vincent, Teddy Tinmar et Ben Bassaw) remportent la médaille de bronze en 38 s 47 devancée par l'équipe du Royaume-Uni (37 s 93) et de l'Allemagne (38 s 09) mais devançant sur le fil l'équipe de Suisse (38 s 56). Ces trois récompenses lui permettent de devenir l'athlète le plus médaillé de l'histoire des Championnats d'Europe avec huit médailles : quatre en or, deux en argent et deux en bronze.
En fin de saison, Christophe participe à la Coupe continentale de Marrakech. Il se classe cinquième sur 100 m, quatrième sur 200 m, et remporte l'argent du relais 4 × 100 m. Par ailleurs, il termine troisième du classement général de la Ligue de diamant sur 200 m.

### 2015: entre blessures et contre-performances
D'abord parti pour faire une croix sur la saison en salle, Christophe Lemaitre participe tout de même à quelques sorties indoor. Il réalise notamment le 31 janvier 6 s 57 à Lyon, à seulement deux centièmes de son record personnel. Il participe avec l'Équipe de France à la seconde édition des Relais mondiaux de l'IAAF : avec ses coéquipiers du relais, il termine cinquième du 4 × 100 m (38 s 81) puis remporte la médaille d'argent du relais 4 × 200 m (1 min 21 s 49). C'est la deuxième médaille pour Lemaitre et l'équipe de France dans cette épreuve peu courue après le bronze remporté en 2014. Le 11 juin, il remporte le 200 m des Bislett Games d'Oslo comptant pour la Ligue de diamant en 20 s 12 (- 1,2 m/s), son meilleur temps de la saison. En l'absence de Jimmy Vicaut, Lemaitre participe au 100 m des Championnats d'Europe par équipes de Tcheboksary : il remporte l'épreuve en 10 s 26 et se classe par ailleurs second du relais 4 × 100 m en 38 s 34.
Malheureusement, une blessure vient freiner sa préparation pour les Championnats du monde de Pékin. Une déchirure aux fessiers l'oblige à s'arrêter pendant quelques semaines. Il est par conséquent contraint d'annuler sa participation au Meeting Areva de Paris. Malgré quelques doutes, Lemaitre se rend aux Championnats de France à Villeneuve-d'Ascq : sur 100 m, après avoir amélioré son temps de la saison (10 s 07), il est battu par Jimmy Vicaut qui réalise 9 s 92 (record des Championnats égalé). Sur 200 m, il prend sa revanche : avec 20 s 28, il devance Vicaut de quatorze centièmes.
Sa blessure refait surface et l'oblige de nouveau à s'arrêter. Il décide tout de même de participer aux Championnats du monde de Pékin. Mais ses résultats ne seront pas à la hauteur de ses attentes: il est éliminé en demi-finale du 100 m, où il ne prend que la sixième place en 10 s 20. Même chose lors du 200 m où il n'arrive que cinquième en 20 s 34. Enfin, avec le relais 4 × 100 m, l'Équipe de France établit en série le deuxième meilleur chrono de la nation en 37 s 88 derrière les 37 s 79 réalisés en 1990 (ancien record du monde et d'Europe). En finale, les Français se classent cinquième (38 s 23) loin derrière la Jamaïque (37 s 36) qui devance la Chine (38 s 01) et le Canada (38 s 13).

### Médaillé olympique sur 200 m à Rio (2016)

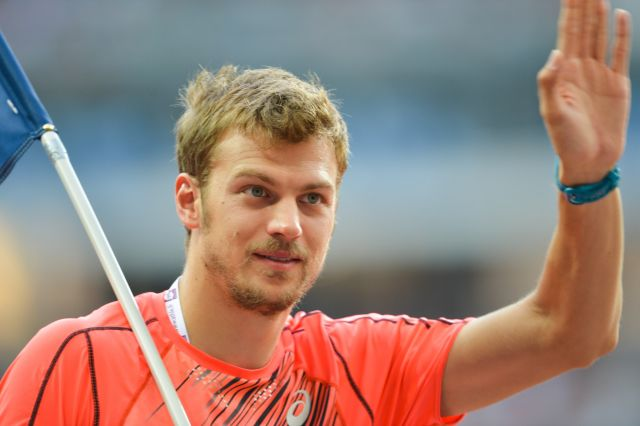
Lors du Meeting de Paris 2016 quelques jours après avoir remporté la médaille de bronze aux Jeux de Rio.

Pour sa rentrée en saison hivernale à Lyon, Lemaitre réalise le temps de 6 s 65, ce qui le déçoit. Le 6 février, il se rend au meeting de Mondeville où il réalise 6 s 59 en série, avant d'être disqualifié en finale. Le 27 février, lors des Championnats de France en salle, le Français remporte le 60 m en 6 s 64 puis établit une nouvelle meilleure performance mondiale de l'année ainsi qu'un record personnel sur 200 m en 20 s 43.
Le 25 juin, lors des Championnats de France d'Angers, Christophe Lemaitre réalise 10 s 09 en séries du 100 m, performance suffisante pour les Jeux olympiques de Rio mais il contracte des douleurs au talon et déclare forfait pour la finale ainsi que pour les 200 m. Sa participation aux Championnats d'Europe d'Amsterdam n'est pas compromise. Il décide finalement le 2 juillet d'annuler sa participation à ces championnats.
Après une élimination en demi-finale sur 100 m malgré son meilleur temps de la saison (10 s 07), Christophe Lemaitre se qualifie pour la finale du 200 m des Jeux olympiques de Rio grâce à ses 20 s 01 réalisés en demi-finale, son meilleur temps depuis 2012. Christophe Lemaitre termine 3e en finale du 200 m, juste derrière Usain Bolt et le Canadien Andre De Grasse, devançant en 20 s 12 Adam Gemili (de 3 millièmes de seconde), Churandy Martina (d'un centième de seconde) et LaShawn Merritt. Cette médaille de bronze est, dans cette discipline, la première pour la France depuis celle d'Abdoulaye Seye en 1960,. Après la course, Usain Bolt a chaudement félicité Christophe Lemaitre, auteur d'une ligne droite extraordinaire pour aller chercher la médaille de bronze, n'étant « pas surpris » et se montrant « fier » du Français.
Le 9 septembre, il se classe 4e du Mémorial Van Damme de Bruxelles en 20 s 16, son 3e meilleur temps de l'année.

### Saisons difficiles en raison de diverses blessures (2017-2022)

#### Saison 2017
Le 4 janvier 2017, Pierre Carraz, entraîneur de Christophe Lemaitre, annonce que son athlète fera l'impasse sur les Championnats d'Europe en salle de Belgrade. Le lendemain, le Français s'impose au meeting de Tignes en 6 s 58, meilleure performance mondiale de l'année. Il devance Dwain Chambers (6 s 64). Le 8 février à Paris, il termine 4e en 6 s 63, à relative distance du Cubain Yunier Pérez, vainqueur en 6 s 54. Il remporte la finale des championnats de France Elite en salle à Bordeaux sur 60m en 6 s 60, son septième titre sur la distance.
Le 15 avril, Lemaitre ouvre sa saison au meeting de l'Etang-Salé à La Réunion mais se blesse sur le 100 m après 40 mètres d'efforts. Souffrant d'une déchirure des ischios-jambiers, il est contraint de rentrer en métropole le lendemain pour suivre des examens médicaux. Le 20 avril, il confirme cette blessure et annonce qu'il devrait reprendre la compétition dès juin. Finalement, Christophe Lemaitre reprend la compétition le 21 mai à l'occasion du second tour des Interclubs. Pour son retour, il réalise 21 s 22 sur 200 m lors des Interclubs, à Aix-les-Bains, pour une reprise en douceur afin d'éviter de faire resurgir sa déchirure.
Le Français effectue sa reprise sur 100 m au Meeting de Montreuil, réputé pour sa piste rapide, où il s'impose au finish en 10 s 18 (+ 0.1) dans le même temps que l'Américain Dentarius Locke. Il prend part ensuite au meeting de Rome le 8 juin, où il finit à la deuxième place sur 200 m (20 s 29) derrière le Canadien Andre De Grasse (20 s 01). Le 19 juin, il annonce qu'il ne participera pas aux championnats d'Europe par équipe organisés à Lille, à la suite d'une pointe ressentie dans le mollet gauche lors d'une séance de sprint.
Le 9 août 2017, Christophe Lemaitre est éliminé en demi-finale du 200 m des Championnats du monde de Londres pour 2 centièmes par le Sud-Africain Wayde van Niekerk (20 s 30 contre 20 s 28).

#### Saison 2018
Christophe Lemaitre décide de prendre part à la saison hivernale 2018, en faisant l'impasse sur les championnats du monde en salle de Birmingham. Il fait sa rentrée au Meeting de Mondeville où un duel face à Jimmy Vicaut est annoncé. Lemaitre remporte sa série en 6 s 57, à deux centièmes de son record de 2011, et meilleur temps depuis cette saison-là. En finale, il déjoue les pronostics en s'imposant en 6 s 58 devant le Ghanéen Sean Safo-Antwi (6 s 65) et Jimmy Vicaut, seulement 3e (6 s 66),. Le 17 février, il termine à une décevante 6e place en finale des championnats de France en salle à Liévin, en 6 s 73. C'est la première fois depuis sa participation en 2009 que l'athlète d'Aix-les-Bains ne remporte pas une médaille. Le lendemain, il remporte sa série du 200 m mais déclare forfait pour la finale.
La saison estivale débute pour Lemaitre par le premier tour des Interclubs, à Vénissieux, où il remporte le 200 m sans forcer en 20 s 84 (+ 1,6 m/s). Le 9 juin, à Genève, il réalise au centième près les minimas sur cette distance pour les championnats d'Europe de Berlin, en 20 s 35 (0,0 m/s). Quatre jours plus tard, au Golden Spike Ostrava, il réalise un décevant 100 m en 10 s 32 (7e), avant de terminer 4e du 200 m en 20 s 19 (- 0,9 m/s), malgré une piste humide et une température fraîche. Le 19 juin, au Meeting de Montreuil, dans une course remportée par le Chinois Xie Zhenye en 9 s 97 (+ 0,9 m/s), Lemaitre échoue pour deux centièmes pour les minimas pour Berlin, terminant 6e en 10 s 17.
Le 30 juin, lors du Meeting de Paris, Christophe Lemaitre est victime d'une déchirure musculaire à l'ischio-jambier droit lors du 100 m. En conséquence, il est contraint de déclarer forfait pour les championnats d'Europe de Berlin.

#### Saison 2019
Une blessure au mollet contractée au début de l'année l'empêche de participer à la saison en salle et notamment aux championnats d'Europe en salle de Glasgow. Il est ensuite gêné par une douleur aux ischio-jambiers au printemps, devant déclarer forfait pour les Mondiaux de relais au Japon en mai. Il n'effectue son retour à la compétition que le 22 juin à Saint-Etienne lors des championnats régionaux, où il réalise un chrono de 10 s 39 sur 100 m, après presque un an sans courir en compétition. Le 7 juillet, il remporte le 100 m du meeting de Bulle en Suisse en 10 s 27 et court son premier 200 m de la saison en 20 s 96, assurant ne plus ressentir de douleurs. Au meeting de Lucerne deux jours plus tard, il améliore son temps sur 200 m en 20 s 63, restant cependant loin des minima fixés par la Fédération Française d'athlétisme pour les championnats du monde de Doha (20 s 35). Au meeting de Sotteville-lès-Rouen le 16 juillet, il ne parvient pas à battre son record de la saison sur 100 m, finissant à la quatrième place en 10 s 28, mais se rapproche des minima sur 200 m grâce à un chrono de 20 s 46. Néanmoins, aux championnats de France de Saint-Etienne le 28 juillet, il ne prend que la sixième place de la finale du 200 m en 20 s 90, à plus de 56 centièmes de seconde du vainqueur Mouhamadou Fall. Le 24 août, il bat sa meilleure performance de la saison sur 200 m en 20 s 40 lors du meeting de Paris, réalisant par la même occasion les minima de l'IAAF mais pas ceux de la Fédération Française, fixés à 5 centièmes plus bas. Il est finalement sélectionné par la Fédération pour le 200 m et le relais 4 × 100 m des Mondiaux de Doha mais renonce à s'aligner sur le 200 m à quelques jours de son entrée en lice, préférant se concentrer sur le relais. Il avait réalisé avant cela une dernière sortie peu concluante sur 200 m au meeting d'Andujar en Espagne, finissant septième en 20 s 79.
Christophe Lemaitre n'est que remplaçant du relais français pour les séries du 4 × 100 m à Doha mais est retenu pour la finale en tant que dernier relayeur après Amaury Golitin, Jimmy Vicaut et Meba-Mickaël Zézé, prenant la place de Mouhamadou Fall. Cependant, il n'est pas en mesure de participer à la course puisque Amaury Golitin et Jimmy Vicaut font tomber le témoin lors du premier passage. Christophe Lemaitre quitte donc le Mondial sans avoir participé à une seule course, mettant en question la raison de sa présence à Doha,.

#### Saison 2020
Pour sa première compétition de l'année 2020 en salle, Christophe Lemaitre effectue une rentrée en douceur à Aubière le 26 janvier, en s'imposant en finale du 60 m en 6 s 76 (après avoir couru en 6 s 71 en séries) ainsi qu'en finale du 200 m en 21 s 34. Le 1er février à Mondeville sur 60 m, il signe une nouvelle fois un chrono de 6 s 71 en finale, terminant troisième derrière le vainqueur britannique Adam Thomas et le Français Amaury Golitin. Lors du meeting de Metz le 9 février, il est battu en finale du 60 m par l'Ivoirien Arthur Cissé, réalisant le même temps que ses sorties précédentes (6 s 71), puis remporte le 200 m en 20 s 83, soit la meilleure performance européenne de la saison hivernale.
Pour sa première course de la saison estivale le 9 juillet 2020, Lemaitre dispute un 200 m à distance face à deux autres athlètes, Noah Lyles et Churandy Martina, dans le cadre des "Inspiration Games" de Zurich, organisés dans un format atypique en raison de la pandémie de coronavirus : tandis que Lemaitre concourt seul sur la piste de Zurich, Lyles court à Bradenton aux États-Unis et Martina à Arnhem aux Pays-Bas. Lemaitre sort vainqueur de cette confrontation avec un chrono en 20 s 65, devant Martina (20 s 81), tandis que la performance de Lyles n'est pas comptabilisée puisqu'il n'a couru que 185 m en 18 s 90. Deux semaines plus tard, il enchaîne deux courses de 100 m en vingt-quatre heures les 24 et 25 juillet : il termine d'abord deuxième au meeting de Berne dans le temps de 10 s 42, puis s'impose le lendemain chez lui à Aix-les-Bains en 10 s 44. Ces deux courses ne faisaient figure que "d'entraînements spécifiques", avant le meeting de Turku en Finlande le 11 août, où Lemaitre se blesse malheureusement aux adducteurs en finale du 100 m après avoir réalisé son meilleur temps de la saison en séries en 10 s 38. Après un mois de convalescence, le Français revient à la compétition le 19 septembre à Leyde aux Pays-Bas, où il remporte l'atypique course de 150 m en 15 s 51, avant d’enchaîner avec le meeting de Doha où il se classe troisième du 200 m en 20 s 68.

#### Saison 2021
En 2021, Lemaitre connait une énième saison marquée par plusieurs blessures, qui l'empêchent de développer son plein potentiel. Avec comme meilleur résultat un 200 m couru en 20 s 69, il reste loin des minima olympiques fixés sur cette distance à 20 s 24. Après une ultime blessure au mollet gauche contractée le 15 juin lors du meeting de Kladno en République tchèque, le Français médaillé olympique est contraint de déclarer forfait pour les championnats de France Elite, perdant ainsi toutes ses chances de se qualifier individuellement pour Tokyo. Le 2 juillet, Lemaitre n'est pas non plus sélectionné par la Fédération Française d'athlétisme pour le relais 4 × 100 m, et manque donc les Jeux Olympiques de 2020.

#### Saison 2022 et fin de carrière
La saison 2022 de Christophe Lemaitre continue dans la même veine, avec notamment une élongation à l’adducteur droit. Il décide alors en juin d'arrêter sa saison, ainsi que de se séparer de son entraîneur Thierry Tribondeau. Durant l'été, il bénéficie de l'expertise scientifique d'une équipe de l'Hôpital de La Tour à Genève spécialisée en médecine du sport afin d'évaluer précisément son état physique,. En octobre, il annonce s'être entouré d'une nouvelle structure et évolue désormais à Aix-les-Bains et aussi à Metz. Il annonce vouloir être présent aux Jeux olympiques de Paris 2024, « avec priorité au 200 m et au relais ».
En mai 2024, Lemaitre se blesse à un mollet alors qu'il espère se qualifier pour ces Jeux olympiques. En juin, à l'occasion des championnats de France auxquels il ne participe pas, Lemaitre officialise la fin de sa carrière sportive. Il envisage une reconversion dans le coaching sportif.

## Personnalité
Christophe Lemaitre est à l'origine timide et discret, chose qu'il dit ne pas regretter. Cette timidité est entre autres à l'origine de quolibets dès son enfance. Cependant, cette timidité disparaît au profit d'une agressivité, d'un « total sentiment de revanche » selon Lemaitre. Il déclare en outre « avoir évacué » et avoir appris à s'extérioriser même si sa timidité naturelle est toujours présente, notamment lorsqu'il croise ses fans. En compétition, il garde aussi des traces de sa timidité lorsqu'il est « dans sa bulle », mais celle-ci laisse ensuite place à l'agressivité parce qu'il « joue avec les mêmes armes que les autres »,.
Après sa médaille de bronze à Rio sur 200 mètres, Pierre Carraz, son entraîneur, avoue qu'il a progressé vis-à-vis de sa timidité. Son attachement à son entraîneur de ses débuts, qui le pousse à refuser de s'entraîner à l'INSEP à Paris sans lui, et ce malgré un long passage à vide, est ainsi récompensé.

## Vie privée
Christophe Lemaitre est en couple avec Anaïs Mougeot, une entraîneur d'athlètes de niveau régional en Lorraine.
Il est un grand fan du jeu vidéo Overwatch.
En 2011-2012, il est inscrit à l'Université de Savoie pour obtenir un D.U.T. en Génie électrique et informatique industrielle.

## Palmarès

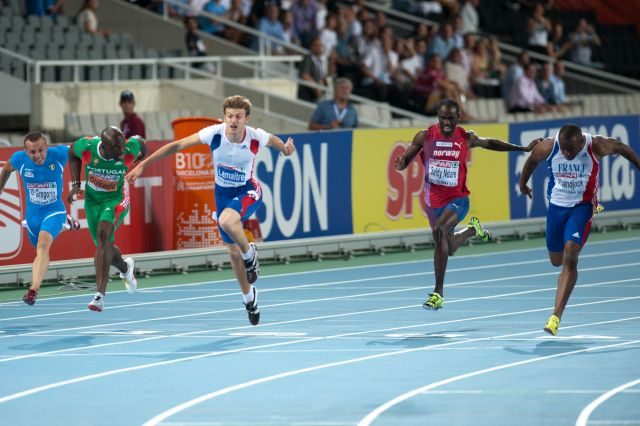
Arrivée de la finale du 100 mètres lors des championnats d'Europe d'athlétisme 2010 à Barcelone.

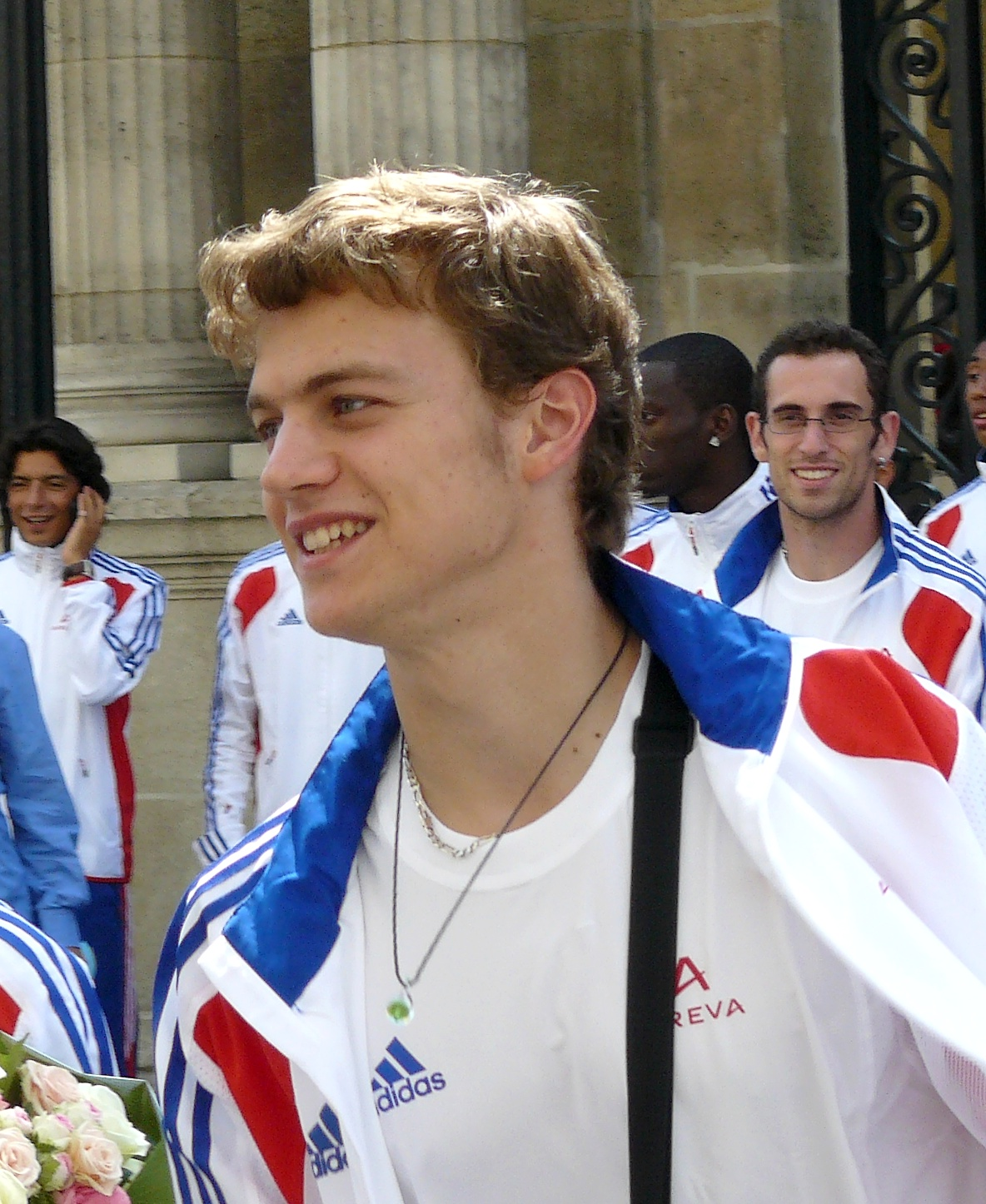
Christophe Lemaitre en 2010 lors de la réception des athlètes français à l'Élysée

### International
| Date | Compétition                       | Lieu             | Résultat | Épreuve   | Temps         |
| ---- | --------------------------------- | ---------------- | -------- | --------- | ------------- |
| 2007 | Championnats du monde jeunesse    | Ostrava          | 4e       | 100 m     | 10 s 67       |
| 2007 | Championnats du monde jeunesse    | Ostrava          | 5e       | 200 m     | 21 s 15       |
| 2008 | Championnats du monde juniors     | Bydgoszcz        | 1er      | 200 m     | 20 s 83       |
| 2009 | Championnats d'Europe par équipes | Leiria           | 3e       | 4 × 100 m | 38 s 80       |
| 2009 | Championnats d'Europe juniors     | Novi Sad         | 1er      | 100 m     | 10 s 04       |
| 2009 | Championnats du monde             | Berlin           | 8e       | 4 × 100 m | 39 s 21       |
| 2010 | Championnats d'Europe par équipes | Bergen           | 2e       | 100 m     | 10 s 02       |
| 2010 | Championnats d'Europe             | Barcelone        | 1er      | 100 m     | 10 s 11       |
| 2010 | Championnats d'Europe             | Barcelone        | 1er      | 200 m     | 20 s 37       |
| 2010 | Championnats d'Europe             | Barcelone        | 1er      | 4 × 100 m | 38 s 11       |
| 2010 | Coupe continentale                | Split            | 1er      | 100 m     | 10 s 06       |
| 2011 | Championnats d'Europe en salle    | Paris            | 3e       | 60 m      | 6 s 58        |
| 2011 | Championnats d'Europe par équipes | Stockholm        | 1er      | 100 m     | 9 s 95        |
| 2011 | Championnats d'Europe par équipes | Stockholm        | 1er      | 200 m     | 20 s 28       |
| 2011 | Championnats d'Europe par équipes | Stockholm        | 2e       | 4 × 100 m | 38 s 71       |
| 2011 | Championnats du monde             | Daegu            | 4e       | 100 m     | 10 s 19       |
| 2011 | Championnats du monde             | Daegu            | 3e       | 200 m     | 19 s 80       |
| 2011 | Championnats du monde             | Daegu            | 2e       | 4 × 100 m | 38 s 20       |
| 2012 | Championnats d'Europe             | Helsinki         | 1er      | 100 m     | 10 s 09       |
| 2012 | Championnats d'Europe             | Helsinki         | 3e       | 4 × 100 m | 38 s 46       |
| 2012 | Jeux olympiques                   | Londres          | 6e       | 200 m     | 20 s 19       |
| 2012 | Jeux olympiques                   | Londres          | 3e       | 4 × 100 m | 38 s 16       |
| 2013 | Championnats d'Europe par équipes | Gateshead        | 1er      | 200 m     | 20 s 27       |
| 2013 | Championnats du monde             | Moscou           | 7e       | 100 m     | 10 s 06       |
| 2014 | Relais mondiaux de l'IAAF         | Nassau           | 3e       | 4 × 200 m | 1 min 20 s 66 |
| 2014 | Championnats d'Europe             | Zurich           | 2e       | 100 m     | 10 s 13       |
| 2014 | Championnats d'Europe             | Zurich           | 2e       | 200 m     | 20 s 15       |
| 2014 | Championnats d'Europe             | Zurich           | 3e       | 4 × 100 m | 38 s 47       |
| 2014 | Ligue de diamant                  | Ligue de diamant | 3e       | 200 m     | détails       |
| 2014 | Coupe continentale                | Marrakech        | 5e       | 100 m     | 10 s 13       |
| 2014 | Coupe continentale                | Marrakech        | 4e       | 200 m     | 20 s 28       |
| 2014 | Coupe continentale                | Marrakech        | 2e       | 4 × 100 m | 38 s 62       |
| 2015 | Relais mondiaux de l'IAAF         | Nassau           | 5e       | 4 × 100 m | 38 s 81       |
| 2015 | Relais mondiaux de l'IAAF         | Nassau           | 2e       | 4 × 200 m | 1 min 21 s 49 |
| 2015 | Championnats d'Europe par équipes | Tcheboksary      | 1er      | 100 m     | 10 s 26       |
| 2015 | Championnats d'Europe par équipes | Tcheboksary      | 2e       | 4 × 100 m | 38 s 34       |
| 2015 | Championnats du monde             | Pékin            | 5e       | 4 × 100 m | 38 s 23       |
| 2016 | Jeux olympiques                   | Rio de Janeiro   | 3e       | 200 m     | 20 s 12       |
| 2017 | Championnats du monde             | Londres          | 5e       | 4 × 100 m | 38 s 48       |
| 2019 | Championnats du monde             | Doha             | finale   | 4 × 100 m | DNF           |

### Résultats en Ligue de Diamant
| Date             | Meeting            | Ville       | Epreuve | Résultat | Temps   |
| ---------------- | ------------------ | ----------- | ------- | -------- | ------- |
| 16 juillet 2010  | Meeting Areva      | Saint-Denis | 100m    | 5e       | 10 s 09 |
| 26 mai 2011      | Golden Gala        | Rome        | 100m    | 3e       | 10 s 00 |
| 30 juin 2011     | Athletissima       | Lausanne    | 100m    | 3e       | 9 s 95  |
| 8 juillet 2011   | Meeting Areva      | Saint-Denis | 200m    | 2e       | 20 s 21 |
| 22 juillet 2011  | Meeting Herculis   | Monaco      | 100m    | 4e       | 10 s 03 |
| 31 mai 2012      | Golden Gala        | Rome        | 100m    | 3e       | 10 s 04 |
| 6 juillet 2012   | Meeting Areva      | Saint-Denis | 100m    | 3e       | 10 s 08 |
| 6 juillet 2013   | Meeting Areva      | Saint-Denis | 200m    | 3e       | 20 s 07 |
| 26 juillet 2013  | Anniversary Games  | Londres     | 200m    | 4e       | 20 s 23 |
| 5 juin 2014      | Golden Gala        | Rome        | 200m    | 2e       | 20 s 24 |
| 3 juillet 2014   | Athletissima       | Lausanne    | 200m    | 3e       | 20 s 11 |
| 5 juillet 2014   | Meeting Areva      | Saint-Denis | 100m    | 8e       | 10 s 28 |
| 18 juillet 2014  | Meeting Herculis   | Monaco      | 200m    | 3e       | 20 s 08 |
| 28 août 2014     | Weltklasse         | Zurich      | 200m    | 4e       | 20 s 24 |
| 11 juin 2015     | Bislett Games      | Oslo        | 200m    | 1er      | 20 s 21 |
| 2 juin 2016      | Golden Gala        | Rome        | 200m    | 4e       | 20 s 27 |
| 9 juin 2016      | Bislett Games      | Oslo        | 100m    | 5e       | 10 s 20 |
| 15 juillet 2016  | Meeting Herculis   | Monaco      | 200m    | 2e       | 20 s 24 |
| 9 septembre 2016 | Mémorial Van Damme | Bruxelles   | 200m    | 4e       | 20 s 16 |
| 8 juin 2017      | Golden Gala        | Rome        | 200m    | 2e       | 20 s 27 |
| 9 juillet 2017   | Anniversary Games  | Londres     | 200m    | 8e       | 20 s 50 |
| 20 août 2017     | Müller Grand Prix  | Birmingham  | 200m    | 7e       | 20 s 53 |
| 1 septembre 2017 | Mémorial Van Damme | Bruxelles   | 200m    | 5e       | 20 s 21 |
| 24 août 2019     | Meeting de Paris   | Paris       | 200m    | 5e       | 20 s 40 |

### National
| Date | Compétition            | Lieu              | Épreuve   | Place | Temps   | Vent  |
| ---- | ---------------------- | ----------------- | --------- | ----- | ------- | ----- |
| 2008 | Championnats de France | Albi              | 100 m     | 2e    | 10 s 26 | 1,7   |
| 2010 | Championnats de France | Valence           | 100 m     | 1er   | 9 s 98  | 1,3   |
| 2010 | Championnats de France | Valence           | 200 m     | 1er   | 20 s 16 | 1,2   |
| 2011 | Championnats de France | Albi              | 100 m     | 1er   | 9 s 92  | 2,0   |
| 2011 | Championnats de France | Albi              | 200 m     | 1er   | 20 s 08 | 2,3   |
| 2011 | Championnats de France | Albi              | 4 × 100 m | 1er   | 39 s 55 | N/A   |
| 2012 | Championnats de France | Angers            | 100 m     | 1er   | 9 s 94  | 2,6   |
| 2012 | Championnats de France | Angers            | 200 m     | 1er   | 20 s 31 | 0,5   |
| 2012 | Championnats de France | Angers            | 4 × 100 m | 1er   | 39 s 74 | N/A   |
| 2013 | Championnats de France | Paris             | 100 m     | 2e    | 10 s 19 | 0,3   |
| 2013 | Championnats de France | Paris             | 200 m     | 1er   | 20 s 34 | - 0,1 |
| 2013 | Championnats de France | Paris             | 4 × 100 m | 1er   | 39 s 96 | N/A   |
| 2014 | Championnats de France | Reims             | 100 m     | 1er   | 10 s 14 | 0,9   |
| 2014 | Championnats de France | Reims             | 200 m     | 1er   | 20 s 53 | -0,8  |
| 2015 | Championnats de France | Villeneuve-d'Ascq | 100 m     | 2e    | 10 s 07 | 0,7   |
| 2015 | Championnats de France | Villeneuve-d'Ascq | 200 m     | 1er   | 20 s 28 | 0,6   |
| 2017 | Championnats de France | Marseille         | 100 m     | 1er   | 10 s 34 | - 1,4 |
| 2017 | Championnats de France | Marseille         | 200 m     | 2e    | 20 s 70 | - 0,8 |

| Date | Compétition                     | Lieu     | Épreuve | Place | Temps   |
| ---- | ------------------------------- | -------- | ------- | ----- | ------- |
| 2009 | Championnats de France en salle | Liévin   | 60 m    | 2e    | 6 s 71  |
| 2010 | Championnats de France en salle | Paris    | 60 m    | 1er   | 6 s 56  |
| 2011 | Championnats de France en salle | Aubière  | 60 m    | 1er   | 6 s 58  |
| 2012 | Championnats de France en salle | Aubière  | 60 m    | 1er   | 6 s 59  |
| 2013 | Championnats de France en salle | Aubière  | 60 m    | 3e    | 6 s 69  |
| 2014 | Championnats de France en salle | Bordeaux | 60 m    | 1er   | 6 s 63  |
| 2015 | Championnats de France en salle | Aubière  | 60 m    | 1er   | 6 s 63  |
| 2016 | Championnats de France en salle | Aubière  | 60 m    | 1er   | 6 s 64  |
| 2016 | Championnats de France en salle | Aubière  | 200 m   | 1er   | 20 s 43 |
| 2017 | Championnats de France en salle | Bordeaux | 60 m    | 1er   | 6 s 60  |
| 2018 | Championnats de France en salle | Liévin   | 60 m    | 6e    | 6 s 73  |

### Distinctions
- 2009
  - Étoile montante européenne de l'année 2009 par l'Association européenne d'athlétisme
  - Espoir français d'athlétisme de l'année 2009 par la Fédération française d'athlétisme
  - Prix François Lafon de l'espoir de l'année par l'Académie des sports 2009
- 2010
  - Athlète européen de l'année 2010 par l'Association européenne d'athlétisme[141]
  - Athlète français de l'année 2010 par la Fédération française d'athlétisme[142]
  - Champions des champions français de l'année 2010 par les rédactions du journal L'Équipe[143]
- 2011
  - Athlète français de l'année 2011 par la Fédération française d'athlétisme[144]

## Records

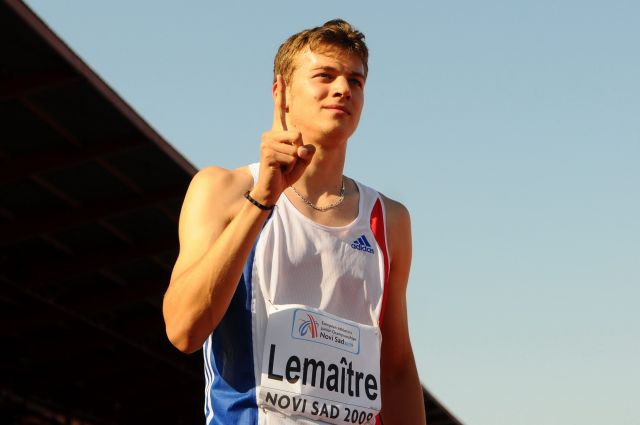
Christophe Lemaitre établit un nouveau record d'Europe junior du 100 m lors des championnats d'Europe juniors de 2009.

Christophe Lemaitre détient le record de France du 200 mètres (19 s 80, le 3 septembre 2011 lors des championnats du monde de Daegu).
Ancien détenteur du record de France senior du 100 mètres en 9 s 92 (battu le 4 juillet 2015 par Jimmy Vicaut) et du record de France espoir du 60 mètres en salle avec 6 s 55, il détient néanmoins toujours le record du 50 mètres en salle avec 5 s 71. Il possédait également (entre 2007 et 2011) le record national cadet du 200 m (21 s 08), avant que celui-ci soit battu par Mickaël-Meba Zézé avec une marque de 21 s 05.
Sur le plan international, Christophe Lemaitre détient le record d'Europe junior du 100 mètres en 10 s 04, réalisé à Novi Sad en 2009 à l'occasion des championnats d'Europe juniors, ainsi que le record d'Europe espoir du 100 m (9 s 92) réalisé aux championnats de France 2011 à Albi.
| Épreuve      | Épreuve   | Temps   | Vent     | Date             | Lieu      | Compétition                    | Record     |
| ------------ | --------- | ------- | -------- | ---------------- | --------- | ------------------------------ | ---------- |
| En extérieur | 100 m     | 9 s 92  | +2,0 m/s | 29 juillet 2011  | Albi      | Championnats de France         | RF espoirs |
| En extérieur | 200 m     | 19 s 80 | +0,8 m/s | 3 septembre 2011 | Daegu     | Championnats du monde          | RF seniors |
| En extérieur | 4 × 100 m | 38 s 11 | N/A      | 1er août 2010    | Barcelone | Championnats d'Europe          |            |
| En salle     | 50 m      | 5 s 71  | N/A      | 5 mars 2010      | Liévin    |                                | RF espoirs |
| En salle     | 60 m      | 6 s 55  | N/A      | 13 février 2010  | Aubière   | Championnats de France espoirs | RF espoirs |
| En salle     | 200 m     | 20 s 43 | N/A      | 28 février 2016  | Aubière   |                                |            |

### Meilleures performances par année
| Année | Temps   | Vent  | Date             | Lieu              | Rang |
| ----- | ------- | ----- | ---------------- | ----------------- | ---- |
| 2006  | 10 s 96 | + 1,2 | 14 juillet 2006  | Dreux             | —    |
| 2007  | 10 s 52 | + 4,2 | 20 mai 2007      | Montreuil         | 290  |
| 2008  | 10 s 26 | + 1,7 | 25 juillet 2008  | Albi              | 115  |
| 2009  | 10 s 04 | + 0,2 | 24 juillet 2009  | Novi Sad          | 25   |
| 2010  | 09 s 97 | + 0,9 | 29 août 2010     | Rieti             | 11   |
| 2011  | 09 s 92 | + 2,0 | 29 juillet 2011  | Albi              | 8    |
| 2012  | 10 s 04 | – 0,1 | 31 mai 2012      | Rome              | 29   |
| 2012  | 10 s 04 | – 0,3 | 9 septembre 2012 | Rieti             | 29   |
| 2013  | 10 s 00 | + 0,4 | 11 août 2013     | Moscou            | 15   |
| 2014  | 10 s 10 | + 0,6 | 13 août 2014     | Zurich            | 47   |
| 2015  | 10 s 07 | + 0,7 | 11 juillet 2015  | Villeneuve-d'Ascq | 49   |
| 2016  | 10 s 07 | + 0,0 | 14 août 2016     | Rio de Janeiro    | 56   |
| 2017  | 10 s 18 | + 0,1 | 1er juin 2017    | Montreuil         | 102  |
| 2018  | 10 s 17 | + 0,9 | 19 juin 2018     | Montreuil         | 80   |
| 2019  | 10 s 27 | + 0,4 | 7 juillet 2019   | Bulle             | 204  |
| 2020  | 10 s 38 | + 0,9 | 11 août 2020     | Turku             | 135  |
| 2021  | 10 s 48 | + 1,3 | 15 juin 2021     | Kladno            |      |
| 2022  | -       | -     | -                | -                 | -    |
| 2023  | 10 s 70 | + 1,1 | 16 juin 2023     | Strasbourg        | 1855 |

| Année | Temps   | Vent  | Date               | Lieu              | Rang |
| ----- | ------- | ----- | ------------------ | ----------------- | ---- |
| 2006  | 22 s 05 | – 0,5 | 1er octobre 2006   | Aix-les-Bains     | —    |
| 2007  | 21 s 08 | + 0,3 | 30 septembre 2007  | Aix-en-Provence   | —    |
| 2008  | 20 s 83 | – 0,9 | 11 juillet 2008    | Bydgoszcz         | —    |
| 2009  | 20 s 68 | + 1,9 | 6 juin 2009        | Genève            | —    |
| 2010  | 20 s 16 | + 1,2 | 10 juillet 2010    | Valence           | 12   |
| 2011  | 19 s 80 | + 0,8 | 3 septembre 2011   | Daegu             | 3    |
| 2012  | 19 s 91 | + 1,1 | 14 juillet 2012    | Londres           | 8    |
| 2013  | 20 s 07 | + 0,2 | 6 juillet 2013     | Paris Saint-Denis | 9    |
| 2014  | 20 s 08 | – 0,5 | 18 juillet 2014    | Monaco            | 10   |
| 2015  | 20 s 21 | – 1,2 | 11 juin 2015       | Oslo              | 33   |
| 2016  | 20 s 01 | – 0,4 | 17 août 2016       | Rio de Janeiro    | 14   |
| 2017  | 20 s 21 | + 0,9 | 1er septembre 2017 | Bruxelles         | 25   |
| 2018  | 20 s 19 | – 0,9 | 13 juin 2018       | Ostrava           | 20   |
| 2019  | 20 s 40 | + 0,2 | 24 août 2019       | Paris             | 70   |
| 2020  | 20 s 65 | + 0,0 | 9 juillet 2020     | Zurich            | 48   |
| 2021  | 20 s 54 | + 0,1 | 3 septembre 2021   | La Roche-sur-Yon  |      |
| 2022  | 21 s 61 | (i)   | 4 février 2022     | Miramas           |      |
| 2023  | 21 s 31 | + 1,6 | 21 mai 2023        | Dijon             | 1061 |

### Progression
On regroupe dans les deux tableaux ci-dessous les progressions des records personnels de Christophe Lemaitre sur les distances de sprint que sont le 50, le 60, le 100 et le 200 m. Les mesures du vent pour les disciplines en plein air sont données en mètres par seconde.

## Distinctions
- Chevalier de l'ordre national du Mérite le 1er décembre 2016[147],[148]